# Beringen (Luxembourg)
Pour les articles homonymes, voir Beringen (homonymie).
Beringen (luxembourgeois : Biereng) est une section de la commune luxembourgeoise de Mersch située dans le canton de Mersch.